# Externí nezávislé hodnocení
Externí nezávislé hodnocení na Ukrajině (ukrajinsky Зовнішнє незалежне оцінювання, Zovnishne Nezalezhne Otsinovannya, ZNO) je zkouška pro přijetí na vysoké školy na Ukrajině.
Představuje komplex organizačních postupů, jejichž cílem je zjistit úroveň znalostí absolventů středních škol při vstupu na vysoké školy.
Účel nezávislého externího hodnocení: zajištění realizace ústavních práv občanů na rovný přístup ke kvalitnímu vzdělání, kontrola dodržování státního standardu základního a ukončeného středního vzdělání a analýza vzdělávacího systému, predikce jeho vývoje.
Zajištění externího nezávislého hodnocení realizuje Ukrajinské centrum pro hodnocení kvality vzdělávání ve spolupráci s místními vzdělávacími orgány, regionálními instituty postgraduální přípravy učitelů, vzdělávacími institucemi. Koordinace práce účastníků procesu externího nezávislého hodnocení probíhá prostřednictvím Vinnického, Dněpropetrovského, Doněckého, Ivano-Frankovského, Kyjevského, Lvovského, Oděského, Chersonského a Charkovského regionálního centra hodnocení kvality vzdělávání, z nichž každé je přiděleno 2-4 regionům Ukrajiny.

## Podmínky a pravidla
Externí hodnocení se provádí[kdy?] za účelem zajištění práva jednotlivců na rovný přístup k vysokoškolskému vzdělávání a posouzení souladu výsledků učení získaných na základě úplného středního všeobecného vzdělání se státními[které?] požadavky.
ENH se může zúčastnit osoba, která má úplné střední všeobecné vzdělání nebo ho získá v aktuálním akademickém roce a přihlásila se v souladu se stanovenými požadavky.[které?][zdroj⁠?!]
Externí hodnocení se provádí každoročně s využitím technologií pedagogického testování. Zadání certifikačních prací vypracovává ukrajinské centrum v souladu s programy externího hodnocení pro určité[které?] předměty. Podmínky organizace a provádění externího hodnocení, seznam předmětů pro externí hodnocení a jazyky národnostních menšin, do kterých se překládají texty, jsou stanoveny příkazy Ministerstva školství a vědy Ukrajiny.[zdroj⁠?!]
Rovné podmínky pro účastníky externího hodnocení jsou vytvářeny standardizací postupů pro provádění externího hodnocení.[ujasnit] Pro účastníky se speciálními vzdělávacími potřebami jsou v místech externího hodnocení vytvořeny zvláštní (speciální) podmínky pro absolvování hodnocení.
Výsledky externího hodnocení se používají
- ke stanovení soutěžního bodového hodnocení při výběru osob, které nastupují na vysoké školy k získání nižšího bakalářského, bakalářského (magisterského a specializovaného) stupně vzdělání v oboru lékařství, farmacie nebo veterinárního lékařství na základě úplného všeobecného vzdělání;

- jako známka pro státní závěrečnou zkoušku a prokázání všeobecného středoškolského vzdělání;

- zjištění stavu fungování systému všeobecného středního vzdělávání a prognóza jeho dalšího vývoje.

Výsledky v daném předmětu jsou určeny:
stupnice hodnocení 100–200 bodů – pro všechny účastníky, kteří překročili hranici "prospěl/neprospěl".
kriteriální stupnicí 1–12 bodů – pro účastníky z řad absolventů středoškolského systému aktuálního školního roku, kteří si tento předmět zvolili ke složení státní závěrečné zkoušky formou externího hodnocení.
Bodové hodnocení testu se určuje na základě bodovacích schémat pro vyplnění úloh certifikační práce vypracovaných ukrajinským centrem pro příslušný předmět a bodovacích schémat pro úlohy s otevřenou a podrobnou odpovědí.[zdroj⁠?!] O stanovení hranice "prospěl/neprospěl" rozhoduje odborná komise pro stanovení hodnocení. S ohledem na stanovenou hranici "prospěl/neprospěl" je vytvořena[kým?] tabulka na škále 100–200 bodů. Pro stanovení úrovně studijních výsledků jsou vypracovány a odbornou komisí[která?] schváleny tabulky na škále 1–12 bodů.
Oficiální vyhlášení výsledků externího hodnocení se provádí jejich zveřejněním na informačních stránkách účastníků externího hodnocení:
- v ukrajinském jazyce a literatuře, matematice, dějinách Ukrajiny, angličtině, španělštině, němčině, francouzštině – nejpozději do 25 kalendářních dnů po ukončení externího hodnocení z těchto předmětů;

- v ostatních předmětech – nejpozději do 14 kalendářních dnů.

Výsledky externího hodnocení ve formě bodového hodnocení na škále 100-200 bodů předává ukrajinské centrum do příslušného registru v Jednotné státní elektronické databázi vzdělávání.

## Historie externího nezávislého hodnocení
V roce 2004 Centrum testovacích technologií Mezinárodní nadace "Renaissance" společně s Ministerstvem školství a vědy otestovalo 4 485 maturantů v Kyjevě, Doněcku, Lvově, Charkově a Oděse z matematiky, ukrajinského jazyka, dějepisu a ekonomie.
Kabinet ministrů přijal 25. srpna usnesení o některých otázkách zavedení nezávislého externího hodnocení a monitorování kvality vzdělávání. Dokument stanoví: v roce 2006 vyzkoušet technologie ENH vzdělávacích výsledků absolventů všeobecného středoškolského systému, v letech 2007-2008 – zavést ENH u vzdělávacích výsledků absolventů, kteří chtějí vstoupit na vysoké školy. Dne 4. července 2004 prezident V. Juščenko nařídil Ministerstvu školství a vědy Ukrajiny, aby v letech 2005-2006 provedlo přechod na přijímací zkoušky na vysoké školy prostřednictvím ENH. Rozhodnutím kabinetu ministrů č. 1312 ze dne 31. prosince bylo zřízeno Ukrajinské centrum pro hodnocení kvality vzdělávání a stanoveno, že ENH výsledků vzdělávání absolventů všeobecného středního vzdělávání, kteří projevili přání vstoupit na vysoké školy, představuje státní závěrečné hodnocení a přijímací zkoušku na tyto instituce.
V roce 2006 zahajuje svou činnost Ukrajinské centrum pro hodnocení kvality vzdělávání. Vzniká devět regionálních center pro hodnocení kvality vzdělávání.
Od roku 2007 probíhá externí nezávislé hodnocení znalostí formou testování z ukrajinského jazyka, matematiky, dějepisu (dějiny Ukrajiny a světové dějiny). Externí nezávislé testování z chemie, biologie, fyziky bylo prováděno pouze pro absolventy škol Charkovské oblasti.
Všichni účastníci testování obdrželi 1. června 2007 osvědčení s výsledky v individuálních obálkách. Externího nezávislého testování se zúčastnilo 116 327 absolventů středních škol, gymnázií, lyceí, což činí 26% z jejich celkového počtu. V Kyjevské, Charkovské a Lvovské oblasti se nezávislé externí hodnocení týkalo 64 až 94 % absolventů.
Průměrné náklady na testování jednoho účastníka externího nezávislého hodnocení v roce 2007 na jeden předmět činily 38,5 hřiven (148 korun).
Od roku 2008 je externí nezávislé hodnocení povinnou podmínkou pro přijetí ke studiu na vysoké škole. Od roku 2008 se externí nezávislé hodnocení provádí v těchto předmětech: ukrajinský jazyk a literatura; dějiny Ukrajiny (od starověku po současnost); světové dějiny (od starověku po současnost); zahraniční literatura; chemie, fyzika; biologie; matematika; základy ekonomie; základy práva; zeměpis. Zkoušky z ukrajinského jazyka a literatury zůstaly povinné pro všechny maturanty. V roce 2009 bylo možné skládat zkoušky i z jazyků šesti národnostních menšin na Ukrajině.
Výsledky externího hodnocení byly započítány jako přijímací zkoušky na vysoké školy pro docentské a bakalářské (odborné, magisterské, lékařské a veterinární) studijní programy.
V roce 2014 byla v zájmu snížení dopadu rozdílné úrovně výuky a požadavků na různých školách snížena váha vysvědčení pro přijetí na vysokou školu z 200 na 60 bodů. V Doněcké a Luhanské oblasti byla v důsledku ozbrojeného konfliktu na východě Ukrajiny zkouška odložena na mimořádnou zkoušku, která konala od 1. do 15. července.
V současném 2023 roce se na Ukrajině nebude provádět klasické ENH (externí nezávislé hodnocení) z důvodů války. Místo toho absolventi budou přijaté do vysokých škol na základě Národního víceoborového testu. Zavedení NMT již schválila Nejvyšší rada Ukrajiny. NMT byl zaveden v roce 2022 jako alternativa k EТH v období války. Zkouška probíhala online. Na rozdíl od ENH obsahoval test otázky hned ze tří předmětů: ukrajinského jazyka, matematiky a dějin Ukrajiny. Z ostatních předmětů se testy nekonaly. Každý blok obsahoval 20 úloh a celková doba určená na test byla 120 minut. Test byl udělán jako reakce na ruskou invazi a aktuální nebezpečný stav v zemí, a proto byl vymyšlen tak, aby jeho provedení bylo možné distančně a samotný test nezabíral velké množství času.

## Předměty, ze kterých se zkouška koná
- Ukrajinský jazyk a literatura
- Matematika
- Dějiny Ukrajiny
- Cizí jazyky (angličtina, němčina, francouzština, španělština)
- Zeměpis
- Biologie
- Fyzika
- Chemie

## Organizace a financování
K provádění ENH je oprávněno Ukrajinské centrum pro hodnocení kvality vzdělávání, rozpočtová instituce zřízená kabinetem ministrů Ukrajiny. Centrum patří do řídící sféry Ministerstva školství a vědy Ukrajiny. Jsou mu podřízena regionální centra pro hodnocení kvality vzdělávání v jednotlivých regionech státní správy. ENH je financováno ze státního rozpočtu Ukrajiny.

## Statistické údaje externího nezávislého hodnocení od roku 2021
| Předměty                      | Osob skládalo |
| ----------------------------- | ------------- |
| Ukrajinský jazyk a literatura | 374 672       |
| Dějiny Ukrajiny               | 257 372       |
| Matematika                    | 238 537       |
| Angličtina                    | 152 566       |
| Fyzika                        | 94 990        |
| Chemie                        | 88 036        |
| Biologie                      | 77 876        |
| Zeměpis                       | 39 269        |
| Španělština                   | 7 767         |
| Němčina                       | 5 873         |

Celkový počet přihlášených účastníků ENH pro přijetí na vysoké školy byl 527 080. Z toho:
Celkem se k přijímacímu řízení na vysoké školy přihlásilo 372 523 účastníků ENH, což je 70,6% z celkového počtu přihlášených uchazečů.
| Výsledek     | Procento účastníků |
| ------------ | ------------------ |
| 100-124 bodů | 29,3%              |
| 125-149 bodů | 42,6%              |
| 150-174 bodů | 21,2%              |
| 175-200 bodů | 6,9%               |

Průměrný počet bodů byl 128,53.
| Výsledek     | Procento účastníků |
| ------------ | ------------------ |
| 100-124 bodů | 29,5%              |
| 125-149 bodů | 41,8%              |
| 150-174 bodů | 21,6%              |
| 175-200 bodů | 7,1%               |

Průměrný počet bodů byl 127,58.
| Výsledek     | Procento účastníků |
| ------------ | ------------------ |
| 100-124 bodů | 41,6%              |
| 125-149 bodů | 39,3%              |
| 150-174 bodů | 16,4%              |
| 175-200 bodů | 2,7%               |

Průměrný počet bodů byl 122,17.

## Výhody a nevýhody externího nezávislého hodnocení

#### Výhody
- Objektivita (nicméně například při kontrole vlastních výroků v ENH v ukrajinském jazyce a literatuře se objevuje lidský faktor).

- Překonání korupce na místní úrovni.

- Přiblížení se evropským standardům
- Vytvoření podmínek pro rovný přístup ke vzdělání pro všechny bez ohledu na finanční možnosti.

#### Nevýhody
- ENH se nekoná ve všech obcích, takže studenti z malých obcí musí cestovat 70-100 km, aby se mohli zúčastnit testu.[12]
- Výskyt globální korupce
- Každoroční změny v pravidlech pro přijímání na vysoké školy.

## Peněžní odměny za úspěšný výsledek
Podle usnesení Nejvyšší rady ze dne 21.01.2021 budou nejlepším absolventům na základě výsledků externího nezávislého hodnocení uděleny osobní ceny ve výši 100 tisíc hřiven. Nárok na finanční odměnu bude mít třicet účastníků externího nezávislého hodnocení, kteří v testech ve čtyřech oborech získají 790 a více bodů. Alespoň v jednom oboru musí získat maximálně 200 bodů. Podmínkou pro získání ocenění je rovněž studium na ukrajinské univerzitě.
V roce 2021 úspěšně absolvovalo nezávislé externí hodnocení 35 absolventů, kteří dosáhli 792 bodů. Pět absolventů odešlo studovat na zahraniční vysoké školy, takže státní ocenění nezískali.